# Tiktaalik
Tiktaalik /tɪkˈtɑːl[invalid input: 'ɨ']k/ là một chi cá vây thùy tuyệt chủng sống vào cuối kỷ Devon, khoảng 360 Mya (triệu năm trước), với nhiều đặc điểm giống tetrapoda (động vật bốn chân). Tiktaalik có thể là biểu trưng của sự chuyển tiếp giữa cá và lưỡng cư. Nó là ví dụ của nhiều dòng cá vây thùy cổ đại đã phát triển thích nghi với môi trường nước nông nghèo oxy đương thời, giúp chúng tiến hóa thành tetrapoda. Nó và các họ hàng có thể là tổ tiên của tất cả động vật trên cạn: lưỡng cư, bò sát, chim, và động vật có vú. Hóa thạch bảo quản tốt đầu tiên của Tiktaalik được tìm thấy năm 2004 trên đảo Ellesmere tại Nunavut, Canada.

## Từ nguyên (tên gọi)
Tiktaalik là một từ tiếng Inuktitut có nghĩa "cá tuyết sông", một loài cá nước ngọt có họ hàng với cá tuyết thực sự. Chi "cá bốn chân" này có được tên này nhờ những bô lão Inuit tại vùng Nunavut Canada, nơi hóa thạch được phát hiện. Với một cái nhìn chi tiết vào bộ xương của Tiktaalik roseae, ngày 16 tháng 10 năm 2008, trong một số báo Nature, các nhà nghiên cứu đã cho thấy cách Tiktaalik có được một cấu trúc cho phép nó nâng đỡ chính mình trên đất cứng và thở trực tiếp không khí. Đây là những bước quan trọng trung gian trong việc chuyển đổi thích nghi với cuộc sống trên cạn của những tổ tiên xa của chúng ta.